# 얀타르니산

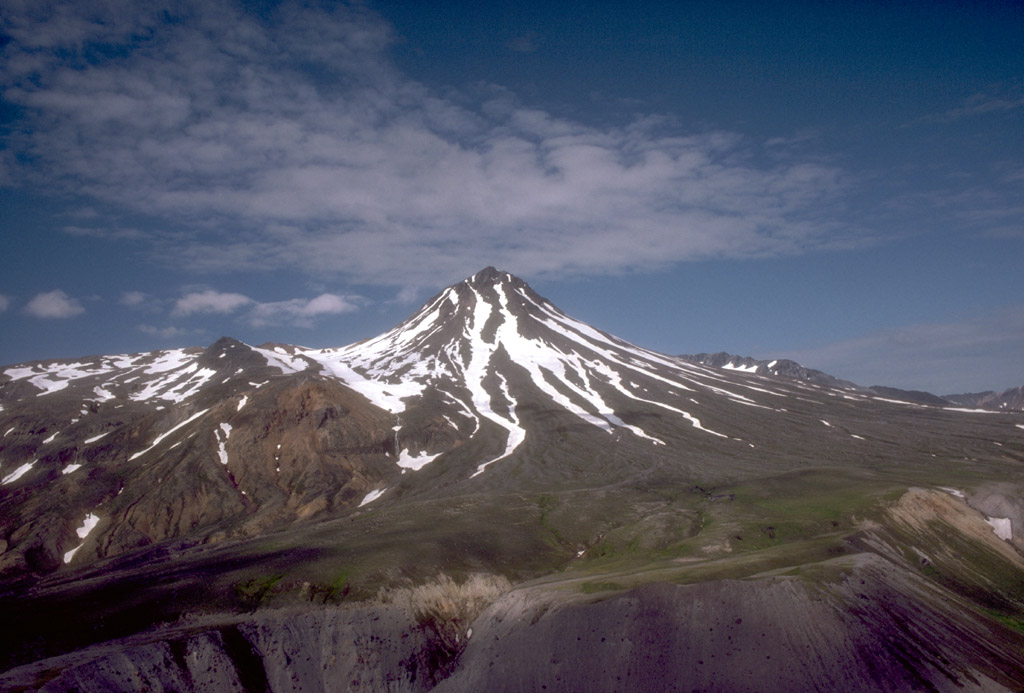

얀타르니산(Yantarni)은 미국 알래스카주의 알류샨 열도에 있는 성층 화산으로, 눈 덮힌 활화산이다.